# مارك هاريس (ملحن)
مارك هاريس (بالإنجليزية: Mark Harris)‏ هو ملحن أمريكي، ولد في 8 أغسطس 1955 في ميريديان في الولايات المتحدة.

## وصلات خارجية
- مارك هاريس على موقع ميوزك برينز (الإنجليزية)
- مارك هاريس على موقع ديسكوغز (الإنجليزية)